# Ahmad I ibn Mustafa
Ahmad I ibn Mustafa (Tunisi, 2 dicembre 1806 – La Goletta, 30 maggio 1855) è stato bey di Tunisi dal 1837 fino alla sua morte.
Figlio di una ex schiava cristiana (Francesca Rosso di Carloforte), succedette al proprio padre, Mustafa ibn Mahmud, il 10 ottobre 1837. Da giovane principe ereditario, aveva già coltivato grandi ambizioni per la propria patria: prefigurava la creazione di un potente esercito che potesse disporre di un moderno arsenale, l'istituzione di un politecnico e di banche di commercio, l'erezione di una residenza reale e di quant'altro potesse contribuire a far divenire la Tunisia un paese ricco e potente. Queste sue visioni, sostenute dall'intelligente politica del suo ministro degli esteri Giuseppe Raffo, vennero però ostacolate dal Visir Mustapha Khaznadar, che divenne anche suo cognato, il quale aveva una chiara idea di quante risorse economiche sarebbero andate perdute in queste iniziative, in particolare per le grandi opere belliche che si sarebbero dovute approntare.

## Il decreto ottomano
Tempo dopo la sua ascesa al trono, Ahmed Bey ricevette dal sultano ottomano il tradizionale decreto di nomina e la corrispondente onorificenza, consistente in una medaglia a placca distintiva. L'inviato del sultano, Osman Bey, giunse a La Goletta il 15 maggio 1836, a bordo di una fregata. I giorni successivi, egli fece il proprio ingresso ufficiale a Tunisi, a cavallo, preceduto da tutti i membri del gabinetto di guerra che occupavano la strada per due chilometri di corteo. L'inviato recava con sé anche la spada d'onore e il caffettano in omaggio al nuovo Bey. Tra il corteo, spiccavano anche in sfilata le truppe regolari (da 5000 a 6000 uomini). Tre giorni dopo l'ingresso ufficiale, l'inviato si recò al palazzo reale di Bardo per presentare al nuovo Bey la nomina ufficiale da parte del Sultano turco, assieme a ricchi doni. Il 14 agosto 1840, inoltre, il Bey venne elevato dal sultano al grado di maresciallo dopo aver ottenuto in precedenza quello di maggior generale. La proposta di queste onorificenze era essenziale per legare sempre più Tunisi all'Impero ottomano in un rapporto vassallatico formale, ormai completamente decaduto.

## Sovrano modernizzatore
Ai tempi del trattato siglato nel 1830 il Bey si impegnò nella costruzione, nell'area attorno a Cartagine, di un monumento dedicato a Re Luigi IX di Francia. Questo progetto si realizzò nella posa della prima pietra di una cattedrale a lui dedicata sulla cima della collina di Byrsa, che prese piede il 25 agosto 1840.
Nel giugno del 1845, il Duca di Montpensier, parente del Re di Francia Luigi Filippo, venne in visita a Tunisi e si fermò anche a Cartagine, venendo ricevuto con le massime solennità dal Bey e dalla sua corte. Durante i discorsi ufficiali si iniziò inoltre a gettare le basi per un possibile viaggio di Ahmad I a Parigi, che si svolse l'anno seguente, quando venne accolto alla corte francese da Luigi Filippo in persona con feste e banchetti che non mancarono di lasciare un'impronta profondamente positiva nel Bey, rafforzando il suo intento di affiancarsi alla tradizione culturale degli stati europei. Ritornato in patria dopo quella che rappresenta la prima visita ufficiale di un sovrano musulmano in Europa, Ahmad I ibn Mustafa si prodigò per l'abbellimento della capitale, ricostruendo tra l'altro la moschea di Bab al-Jazira e restaurando, tra il 1847 ed il 1848 la porta di Bab al-Bihar, dedicandosi anche al rifacimento di parte dei Palazzi del Bardo e di Muhammadiyya. Nel quadro della sua attività di promozione culturale, donò importanti manoscritti arabi alla moschea-università della Zaytuna.
Tra i suoi successi politici più spettacolari, va ricordata l'abolizione definitiva della schiavitù in Tunisia nel 1846.
Ahmad I ibn Mustafa morì nel 1855 misteriosamente (forse avvelenato) e venne sepolto nel mausoleo della Turbet el-Bey (lett. "Tomba del Bey"), a Tunisi. Privo di discendenza, ebbe come successore il cugino Muhammad II ibn al-Husayn, che proseguì la sua opera riformatrice